# Museo Skanderbeg
El Museo Skanderbeg, también conocido como Museo Krujë o Museo Nacional "Gjergj Kastrioti Skënderbeu" (en albanés: Muzeu Kombëtar "Gjergj Kastrioti Skënderbeu"), se encuentra en Krujë y es uno de los museos más importantes y visitados de Albania. El museo fue construido a finales de los años 70 y fue inaugurado el 1 de noviembre de 1982. Fue diseñado por los arquitectos Pirro Vaso y Pranvera Hoxha. Los trabajos de construcción fueron realizados por un equipo local dirigido por Robert Kote. El museo tiene el carácter de un monumento, arquitectónicamente inspirado en las tradicionales torres de piedra albanesas y la arquitectura románica medieval. El nombre del museo es en honor al héroe nacional albanés Gjergj Kastrioti Skënderbej.
El castillo de Krujë, que alberga el museo, es una ciudadela histórica. Las tropas otomanas lo atacaron tres veces, en 1450, 1466 y 1467, pero no lograron tomar el control. Fue esta fortaleza inexpugnable la que ayudó a Skanderbeg a defender Albania de la invasión otomana durante más de dos décadas.

## Edificio
El proyecto del Museo Skanderbeg se basó en la plataforma conceptual diseñada por Aleks Buda en septiembre de 1976, que fue enviada como un encargo de diseño al Instituto de Estudios y Proyectos (ISP) N.º 1 Tirana, bajo la dirección del arquitecto Pirro Vaso. Después de revisar tres variantes, el ISP decidió continuar el trabajo de diseño de un edificio basado en estas variantes y que el sitio donde se construiría el museo sería en el interior del antiguo castillo de Krujë. El equipo de diseño estaba formado por Pirro Vaso, Pranvera Hoxha, F. Stermasi, K. Meka, L. Gashi, Gjarçani y R. Agalliu, quienes diseñaron un edificio inspirados en el estilo de las torres medievales albanesas, construidas principalmente en el norte de Albania. Después de que el Ministerio de Educación y Cultura aprobó el borrador de la idea del museo, el equipo del ISP comenzó a trabajar en la implementación del proyecto. Las obras para la construcción del Museo Nacional "Gjergj Kastrioti Skenderbeu" comenzaron en septiembre de 1978 y fueron dirigidas por Robert Kote. En marzo de 1980, el Ministerio de Educación y Cultura estableció dos grupos de trabajo para la elaboración del modelo de contenidos del museo, pabellones, pinturas murales, etc. El grupo de historiadores dirigido por Kristo Frasheri y el grupo de pintores dirigido por Bashkim Ahmeti completaron este diseño a finales de 1980.
El 1 de noviembre de 1982 se inauguró el Museo Nacional "Gjergj Kastrioti Skenderbeu".

## Exhibiciones
El museo contiene objetos que datan de la época de Skanderbeg y las exposiciones se han organizado de una manera que narran su vida y sus hazañas militares. Se exhiben pinturas, armaduras y otros artefactos que datan de su época para mostrar uno de los períodos de mayor orgullo de la historia de Albania. Una exhibición interesante es la réplica del famoso casco con cabeza de cabra del héroe, cuyo original se exhibe en el Museo de Historia del Arte de Viena. El edificio conmemorativo fue diseñado por Pirro Vaso y Pranvera Hoxha.

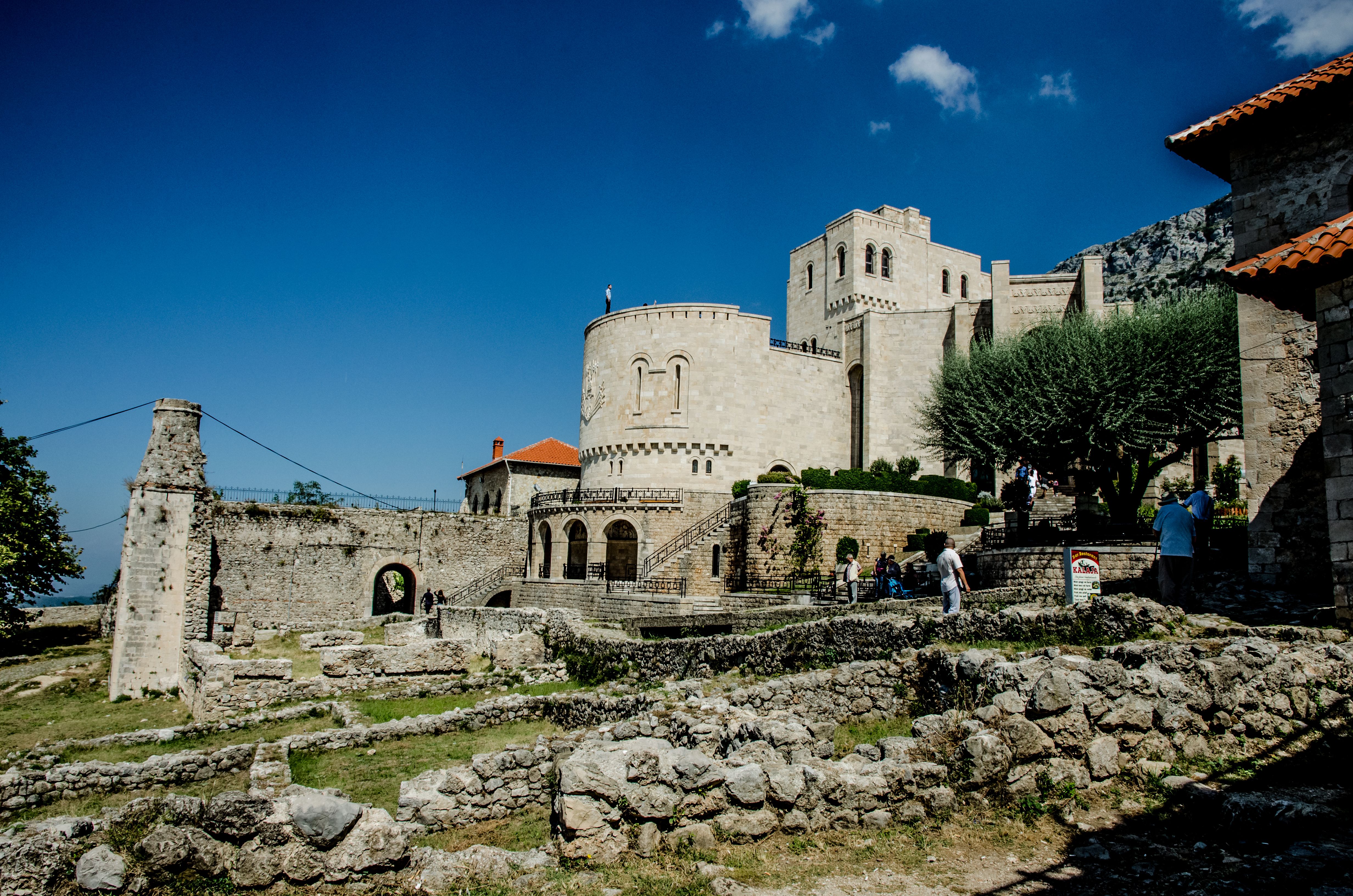
El Museo Nacional "Gergj Kastrioti Skenderbeu", frente a los restos de la Mezquita del Sultán Mehmed Fatih.
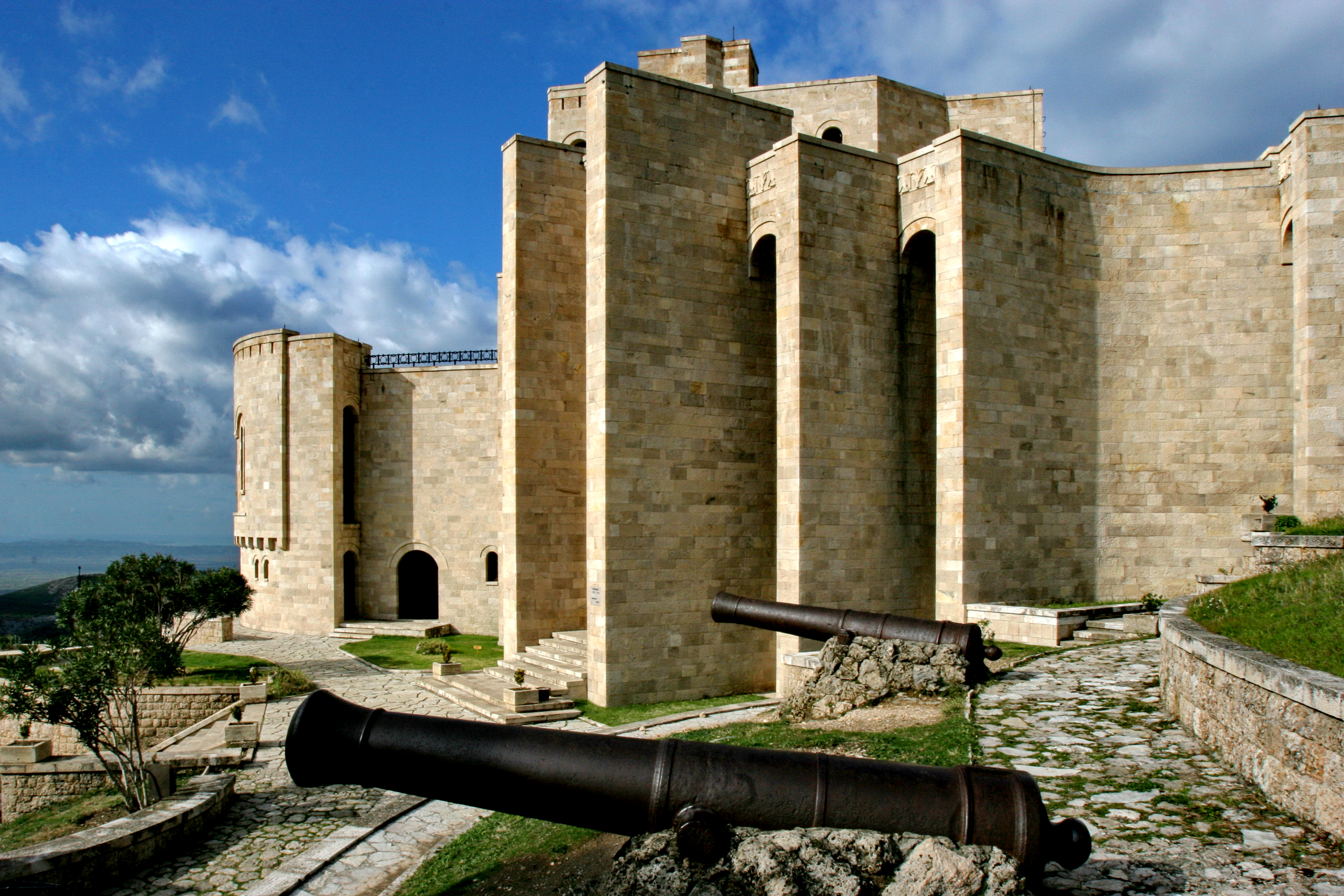
Cañones medievales en el Museo Nacional "Gergj Kastrioti Skenderbeu"
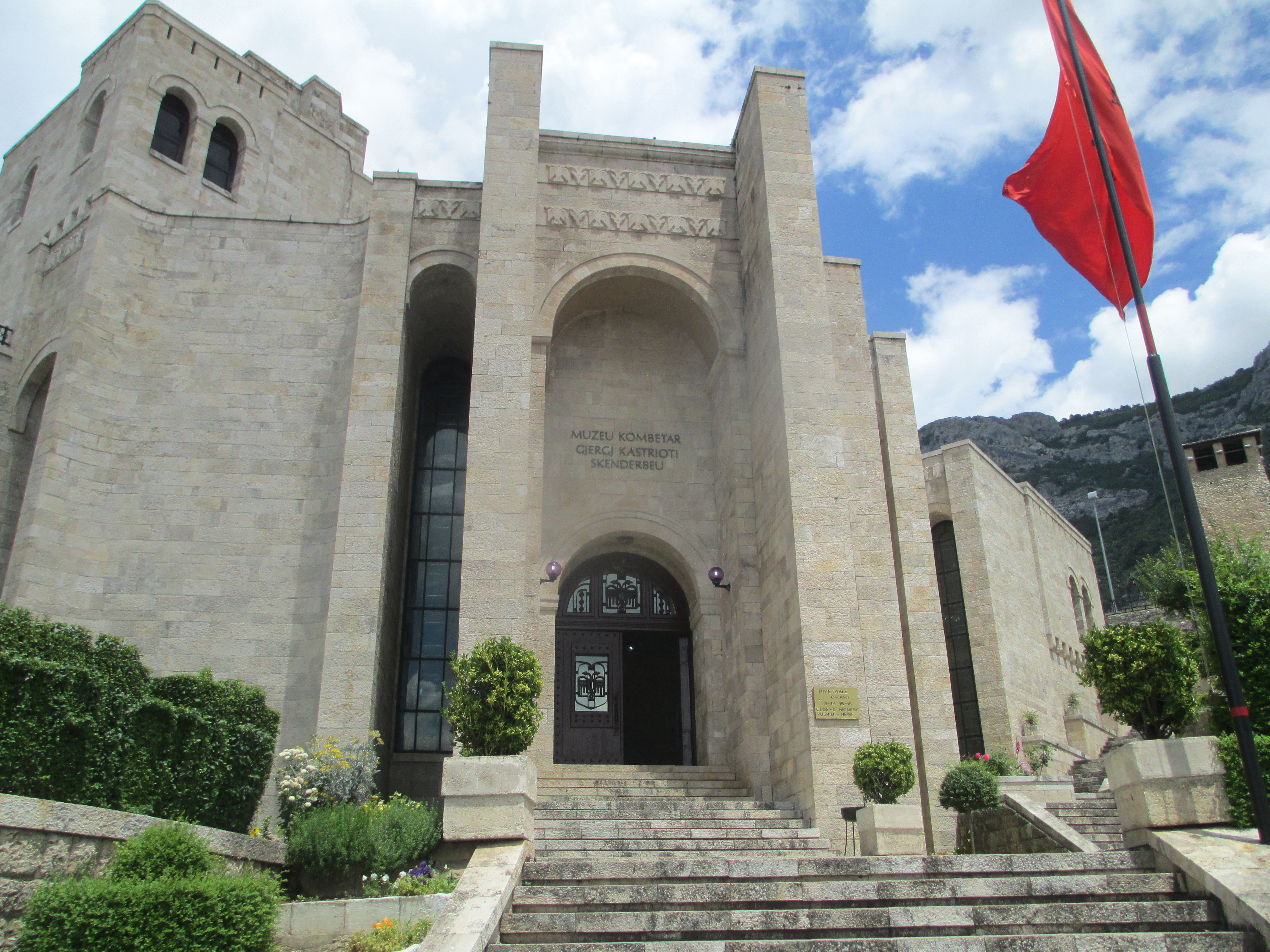
Entrada principal del museo en el castillo de Kruja
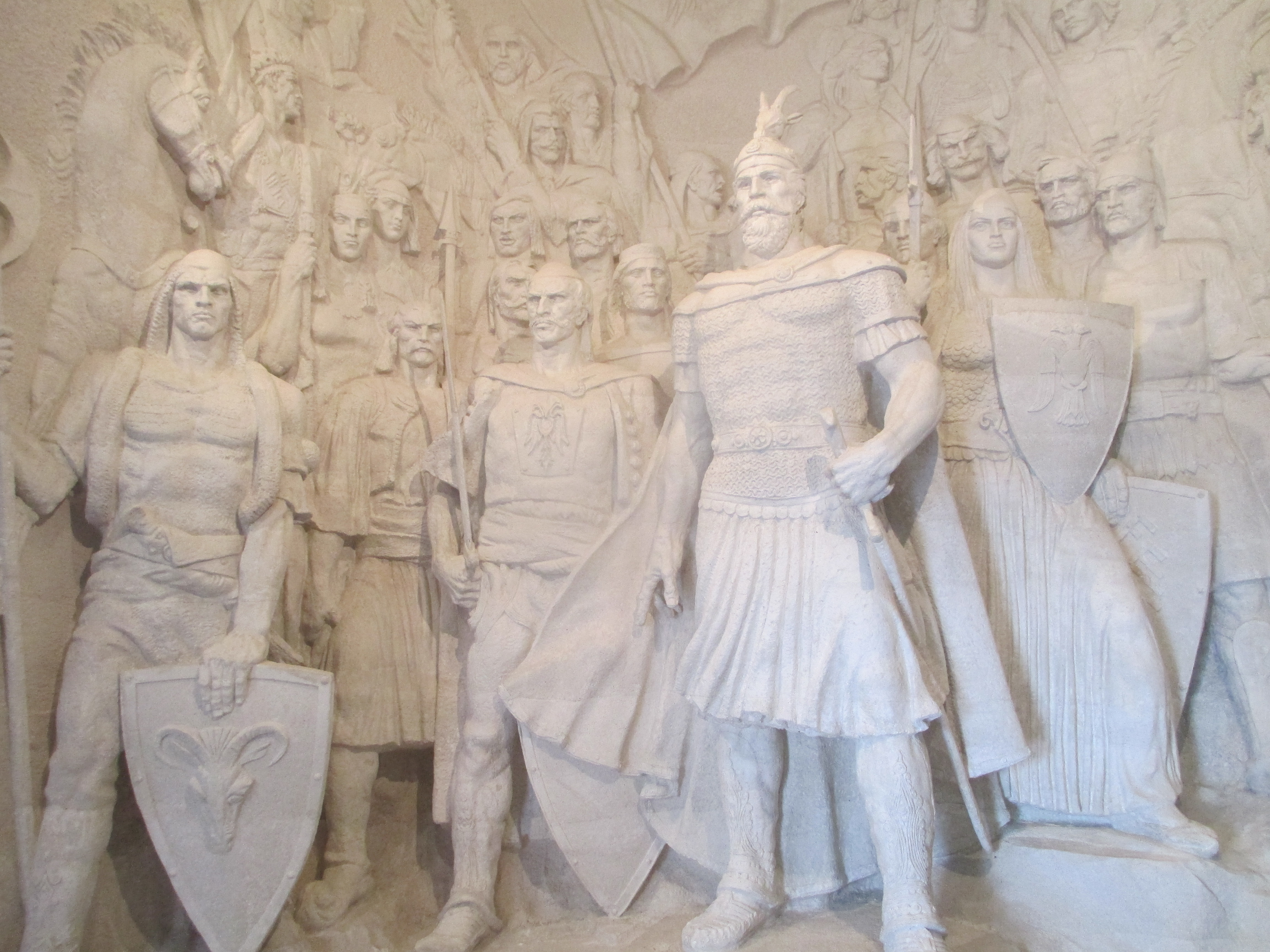
Skanderbeg y sus guerreros dentro del museo
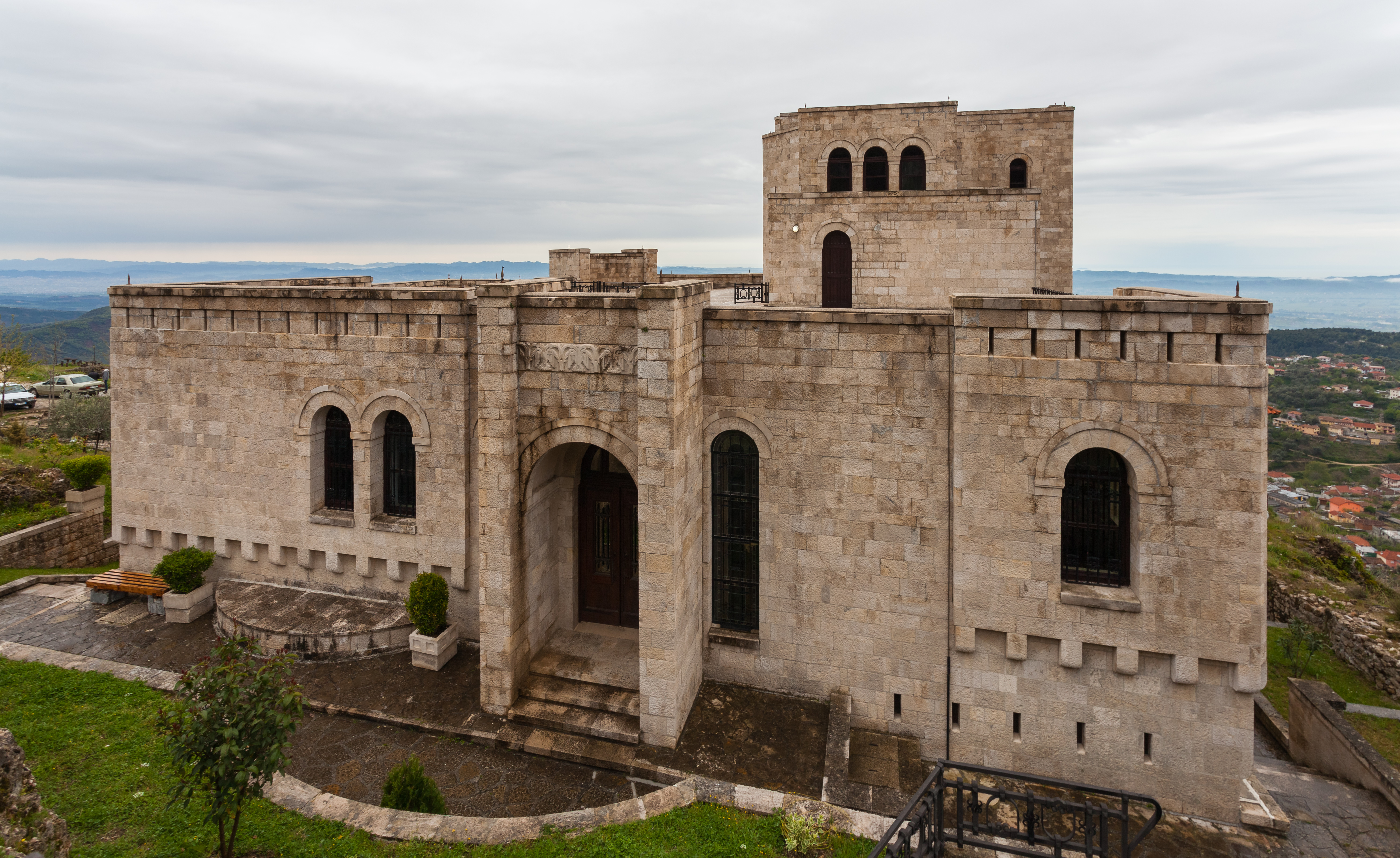
La entrada trasera del museo.